# Condylolomia metapachys
Condylolomia metapachys är en fjärilsart som beskrevs av George Francis Hampson 1897. Condylolomia metapachys ingår i släktet Condylolomia och familjen mott. Inga underarter finns listade i Catalogue of Life.